# Перет-Сент-Андре
Пере́т-Сент-Андре́ (фр. Peyret-Saint-André, окс. Peiret) — коммуна во Франции, находится в регионе Юг — Пиренеи. Департамент — Верхние Пиренеи. Входит в состав кантона Кастельно-Маньоак. Округ коммуны — Тарб.
Код INSEE коммуны — 65358.

## География

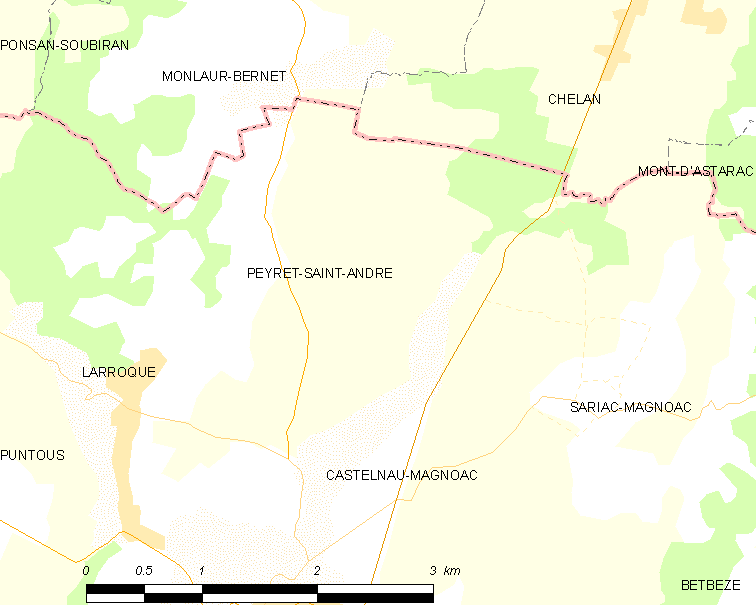
Карта коммуны

Коммуна расположена приблизительно в 640 км к югу от Парижа, в 85 км юго-западнее Тулузы, в 37 км к востоку от Тарба.
По территории коммуны протекает река Жез.

## Климат
Климат умеренно-океанический с солнечной тёплой погодой и обильными осадками на протяжении практически всего года.

## Население
Население коммуны на 2010 год составляло 56 человек.
| 1962 | 1968 | 1975 | 1982 | 1990 | 1999 | 2010 |
| ---- | ---- | ---- | ---- | ---- | ---- | ---- |
| 68   | 63   | 60   | 68   | 64   | 57   | 56   |

## Администрация
| Период | Период | Фамилия   | Партия | Примечания |
| ------ | ------ | --------- | ------ | ---------- |
| 2001   | 2020   | Пьер Лаба |        |            |

## Экономика
В 2010 году среди 31 человек трудоспособного возраста (15-64 лет) 24 были экономически активными, 7 — неактивными (показатель активности — 77,4 %, в 1999 году было 75,0 %). Из 24 активных жителей работали 22 человека (13 мужчин и 9 женщин), безработных было 2 (1 мужчина и 1 женщина). Среди 7 неактивных 0 человек были учениками или студентами, 7 — пенсионерами, 0 были неактивными по другим причинам.